# Barisan Sosialis
El Frente Socialista (en malayo: Barisan Sosialis; en chino: 社会主义阵线) o BS fue un partido político de Singapur que existió entre 1961 y 1988, aunque su mayor apogeo fue entre 1961 y 1968, cuando representó la mayor oposición que jamás ha tenido el Partido de Acción Popular (PAP). En las elecciones de 1963, estuvo muy cerca de ganar con el 33% de los votos y 13 de los 51 escaños. Se describía como un partido independentista y socialista democrático, aunque el gobierno del PAP lo acusó de ser una organización comunista de extrema izquierda.
Fue fundado por disidentes de la facción izquierdista del Partido de Acción Popular, que criticaban la derechización del partido bajo el liderazgo de Lee Kuan Yew. 19 de los 43 diputados del PAP se unieron al BS tras su fundación. Sus miembros enfrentaron una constante persecución de parte del gobierno del PAP, sobre todo después de las ajustadas elecciones de 1963. En las elecciones de 1968, el BS boicoteó los comicios junto con todos los demás partidos de la oposición excepto el Partido de los Trabajadores, alegando que no serían libres y justas. Después de esta falla, nunca volvió a recuperarse, con la mayoría de sus líderes abandonando el partido, y terminó por disolverse dentro del Partido de los Trabajadores en 1988.

## Resultados electorales
|  | 33.24 % |

|  | 4.63 % |

|  | 3.19 % |

|  | 2.59 % |

|  | 2.74 % |